# 한국의 경음악
한국의 경음악이란 영어로 라이트 뮤직(Light music), 즉 가벼운 음악이란 뜻인데 서양음악 중에서 각 민족간의 특유한 민속음악(民俗音樂)의 원색적인 음악과 서구음악의 고전음악 또는 순수음악을 제외한 모든 음악을 뜻한다.
경음악의 전통과 변천은 사교춤(social dance)의 변천과 밀접한 관계를 가지고 유행의 변화를 가져온 통속음악이라 할 수 있다.
우리나라에 양음악이 처음 들어오기는 한말(韓末)의 고종 황제 때(1901)인데, 황실에 군악대 설치령에 의하여 황실의 악대가 창설되었다. 이 악대는 독일인 에케르트(F. Eckert, 1852(독)-1916(한))가 지도했다.
1910년 한일합방으로 이 군악대를 이왕직양악대(李王職洋樂隊)로 개칭, 다시 서울양악대로 변모했다. 1912년경부터 서울에 활동사진 상설관(영화 상영관)이 생기면서부터 대중음악(극장음악)이 보급되었다. 1918년 '단성사'(현재의 단성사)가 개축되고 영화상설관이 되면서 전속 관현악단을 두었다. 이것이 우리나라의 스크린 뮤직의 시초이다.
1920년 일본의 사이토 총독(齊總)의 이른바 문화정책으로 레코드 음반의 보급이 시작되었다. 이해 우리나라에서 최초로 윤심덕(尹心悳)이 일본에 건너가 노래를 취입했다. 1926년경 우리나라에서도 영화제작이 활발해지면서 일본 경음악의 한 장르인 일본 유행가가 대중화하기 시작하여 일본의 신식 가요 <카추샤(中山晋平曲)>·<농중조(籠中鳥)> 등이 유행했다. 이런 유의 우리 가요인 <낙화유수>도 이 때 유행했다.
1924년 이왕직양악대가 해산되면서 이 악단 출신들이 지방 순회극단에서 막간 연주와 연극 반주로 경음악이 보급되기 시작했다. 1930년대에 이르러 라틴 음악인 탱고, 프랑스의 샹송, 하와이언 뮤직과 미국의 재즈의 원형인 딕시스타일과 스윙 뮤직이 유행했으나, 우리나라에서는 사교춤이 양성화하지 않았기 때문에 일본식인 가요곡, 즉 유행가가 제일 많이 보급되었다.
일본에 본사를 둔 각 레코드 회사는 우리나라의 전속 가수를 두고 일본에 보내어 유행가를 취입하게 했다. 우리나라의 유행가는 처음에는 통속적인 민요풍의 노래가 신민요조로 불렸으나, 1932년경부터 일본의 군국주의자들의 정치적 지배욕이 대륙 침략의 야욕을 낳기 시작하고 1927년대 일본의 경제공황에서 오는 파시즘적 정치로 인해 유행가에서는 자연 밝은 면보다 어두운 면이 노출되었다. 따라서 감상적인 노래가 많이 유행하게 되었다.
이 때를 전후해서 각 레코드 회사에서는 순회공연을 위해 전속 경음악단을 두기 시작하였으며, 가요극이라는 뮤지컬 형식의 흥행물이 유행하였다. 1939년 컬럼비아 악단을 비롯하여 빅터레코드 연주단, 태평(太平) 악단 등 그 중에서도 순전히 우리나라 사람들만으로 구성된 오케이 악단이 일본 공연을 떠나면서 오케이 그랜드 쇼, 오케이 무용단, 가수진을 총망라하여 조선악극단(朝鮮樂劇團)이라 칭하였다. 이것이 악극단의 효시이다.
1940년에는 일제의 영어(英語) 말살 정책으로 각 악단의 이름을 반도 가극단, 라미라 가극단, 성보 악극단 등으로 이름을 바꾸었다. 1942년 태평양 전쟁이 확대되면서부터 조선총독부는 국민총력연맹 산하의 산업 전시를 위하여 각종 위문 단체를 파견하였다. 이 때 우수한 악극 연예인을 비롯해서 아마추어 연예인들이 등장하였다.
1945년 광복이 되면서 전쟁 동안 금지되었던 외국의 경음악이 일시에 상륙하기 시작하였다. 그 중에서도 미군의 진주와 더불어 재즈가 가장 많은 영향을 미쳤다. 재즈의 유행과 동시에 우리 사회에 처음으로 댄스 홀이 개방되었고, 해외에서 활약하던 많은 경음악인들이 돌아와서 활약하게 되었다. 미국이 주둔한 곳이면 어디에나 경음악단, 주로 재즈 밴드가 등용되었고, 경음악 악보도 계통적으로 입수하게 되었다. 1947년 이(李) 안드레아가 본격적인 탱고 오케스트라를 조직하여 공연도 가졌고, 또 규모가 큰 댄스 홀에는 풀 멤버의 재즈 밴드가 등장하기도 하였다.
1948년 5·10선거 때는 많은 경음악인이 선거계몽운동에 참여, 지방공연도 가졌다. 이들 경음악인들은 6·25전쟁 중 각 부대의 정훈공작대원으로 활약하기도 하였다. 1953년 이후에는 군악대 출신의 경음악 연주가들이 많이 늘어났는데, 미8군 계통의 위문대와 한국 무대예술에만 종사하는 무대예술 멤버들과 경음악과 가요 취입에만 관계하는 레코드작가 협회 멤버로 그 활약상을 구분할 수 있다.
1927년 경성방송국(JODK) 개국 이래 1935년대에는 선샤인 재즈 밴드, 코리언 재즈 밴드라는 명칭으로 방송망도 탔으나, 실제로 방송 전속 경음악단이 생긴 때는 광복 이후가 되겠다. 1960년대에는 민간 방송국이 생기면서 각 방송국마다 전속 경음악단을 두기 시작하였다. 1957년 이후 영화제작이 활발해지면서부터 영화음악 녹음에도 많은 경음악인이 등용되었다. 1967년에는 파월 국군과 함께 월남에 상주하는 연주인은 무려 2백명에 달했다.
<黃 文 平>

## 경음악의 도래
우리나라에 처음으로 기독교가 전래되면서 선교사에 의해 교회음악이 자리를 잡기 시작했고, 경성악대(이왕직군악대)에 의해 취주악이 움트기 시작했다. 당시 악장이던 백우용(白禹鏞)이 경음악 지도의 선구자 역할을 담당하였으며, 그는 한국에서 최초로 경음악 악기인 색소폰을 구입 연주하였다.
그 후 영화 상설관에서 무성영화 반주를 위한 복스음악(소편성의 관현악)이 대중화하였는데, 그 대표적인 예로는 <카추샤>를 들 수 있다. 당시 일본은 우리에게 문화정책을 실시한다는 미명하에 방송국을 설치하였다. 최초에는 체신국 한구석에서 시험 방송을 하면서 정동방송국을 건립하였고 제1방송, 제2방송을 대중에게 들려주었다. 이로 인하여 일반인들이 경음악을 인식하게 되었다.
한국의 레코드 회사
레코드 회사의 진출
Record 會社－進出
일본이 국제적 선전을 목적으로 사용한 방송 음악과 레코드 음악은 실로 놀랄 만한데, 일본의 그러한 문화사업이 발전함에 따라 우리나라에 3대 레코드 회사가 진출하게 되었다. 빅터, 컬럼비아, 폴리돌 레코드의 3대 회사뿐만 아니라 시에론, 태평, 오케이가 뒤를 이어 3대 레코드 회사와 경쟁하게 되었다.

## 빅터 레코드 회사
문예부장 이기세(李基世)를 중심으로 작곡가 전수린(全壽麟)·홍난파(洪蘭坡)·이면상(李冕相)·김기현(金基鉉)·형석기(邢奭基), 후에 폴리돌 레코드 회사에서 전입사한 김교성(金敎聲) 등이 포진하여 민요와 새노래 취입에 활기를 띠었다. 본격적인 취입 가수로 여성 제1인자였던 이애리수(李愛利秀)는 <라인강>으로 데뷔하여 <황성옛터>(전수린 곡)로 히트하였으며, 수많은 노래를 불렀다. 평양 명기(名妓)였던 선우일선(鮮于一扇)의 <꽃을 잡고>의 민요조 노래도 히트, 폴리돌의 왕수복(王壽福)의 <능수버들>(김교성 곡)이 잇따라 나왔다. 형석기 작곡인 <조선 8경>(왕평 작사), <맹꽁이 타 령>도 이 시절의 노래이다.
이 밖에도 이름을 떨쳤던 가수로는 강석연(姜石燕)·박단마(朴丹馬)·황금심(黃琴心)·이규남(李圭男)·안명옥(安明玉)·최남용(崔楠鏞) 등이 있었다. 특히 이규남은
<차이나 탱고>를 우리말로 리바이블시켜서 인기를 모았다.

## 컬럼비아 레코드 회사 Columbia Record
채규엽(蔡奎燁)의 <순풍에 돛을 달고>, 강홍식(姜弘植)의 <봄이 왔네>, 폴리돌의 김용환(金龍煥, 작곡가 겸 가수)의 <부령청진>, <안개낀 섬>, 최남용(崔楠鏞)의 <버들잎 신세> 등과 1929년 오케이 레코드에서 <타향살이>(손목인 곡)로 데뷔한 고복수는 연달아 <사막의 한>, <짝사랑> 등으로 히트하였다. 이 밖에 작곡가 김준영(金駿泳), 한상기(韓相基) 등을 위시하여 가수로는 전옥(全玉)·석금성(石金星)·김인숙(金仁淑)·장옥조(張玉祚) 등이 활약하였다.

## 태평 레코드 회사
<유랑극단>(전기현 곡)으로 데뷔한 이래 <나그네 설움>(이재호 곡), <복지만리(福地萬里)>, <번지 없는 주막>, <고향설(故鄕雪)> 등으로 작곡가 이재호(李在鎬)와 함께 인기를 끌던 백년설(白年雪)은 특기할 만하다.
오케이 레코드 회사
OK Record 會社
가수 고복수를 위시하여 이난영(李蘭影)의 <님전상서>, 이화자(李花子)의 민요조인 <목단강 편지>, <꼴망태 목동>이 나왔고, <항구의 선술집>(박시춘 곡)으로 데뷔한 김정구(金貞九)는 이색적인 가수로 인기를 모았다. 또한 하와이언 기타의 명수이며 재즈 싱어이던 김해송(金海松)은 걸작 <연락선은 떠난다>, <단발령> 등으로 여가수 장세정(張世貞)을 일약 유명 가수로 만들었다.

## 악극단·가극단
위에서 말한 3대 레코드 회사의 뒤를 이어 우후죽순격으로 여러 레코드 회사가 생겼는데, 각 레코드 회사는 일류가수를 발굴할 목적으로 순회공연을 위한 전속 경음악단을 두기 시작하였다.
이렇게 해서 가수가 연기를 겸하는 '가요극(歌謠劇)'이 생기기 시작했는데, 이것이 좀더 발전하여 연기자와 무용가를 곁들여 등장시키기에 이르렀다. 이런 유의 흥행물이 '가극'이라 불리어 극장의 무대를 장식하게 되었다. 이른바 '악극(樂劇)'이란 어휘는 오케이 레코드사에서 일본 공연차 떠나기 전에 산하 각종 단체를 망라하여 '조선악극단(朝鮮樂劇團)'이라고 이름붙인 데서 비롯한 것으로 여겨진다. 당시(1939) 인기를 모았던 몇몇 경음악단을 들면 다음과 같다.

## 반도 가극단
빅터 소속. 개명되기 전에는 '빅터 레코드 연주단'이라 불렀다. 주로 오페레타적인 공연물을 상연하였다. 이 단체를 이끌었던 사람으로는 서민호(徐珉壕)·안익조(安益祚：작곡가 안익태의 실형(實兄)·이철원(전 공보처장)·조정환(曹正煥：전 외무부장관) 외에 성악가·코미디언·영화배우 등 연예인들이 많이 활약하였다.

## 나미라 가극단
컬럼비아 소속. 개명 전의 이름은 '컬럼비아 레코드 악단'. 우리의 오리지널 가극을 공연물로 정하고 활동했다. 설의식(薛義植), 서항석(徐恒錫)이 중심이 되어 순수 향토적인 우리 민속물을 레퍼토리로 하여 도쿄(東京),
오사카(大阪) 등지에서도 공연을 가졌다.
주요 멤버로는 문예부에 채정근(蔡廷根, 납북)·박노홍(朴魯洪, 극작가), 작곡에 안기영(安基永, 월북), 기획에 최무성(崔茂盛), 가수로는 송진혁(宋鎭爀)·임천수(林千壽)·박용구(朴容九), 소프라노에는 성애라(成愛羅)·이성운(李成雲)·윤부길(尹富吉)·계수남(桂壽男) 등이었고, 악장(樂長)에는 김흥산(金興山) 등이 활약하였다.
약초 악극단
若草樂劇團
당시의 약초극장(현재의 스칼라 극장) 소속. 약초극장을 중심으로 '오케이 악단'에서 주요 멤버가 이동 합류하여 큰 단체로 만들었다. 김진규(金振奎)·이예춘(李藝春)·노경희(盧耕姬) 등은 이 단체 출신들이다.
이 밖에 성보악극단(城寶樂劇團), 태평악극단(太平樂劇團), 신향악극단(新響樂劇團), 배구자악극단(裵龜子樂劇團：동양극장 소속) 등이 있었다.

## LP레코드의 황금시대
LP레코드가 우리 손으로 제작이 가능하게 된 것은 1957년부터로 이 때부터 레코드 제작 붐이 일어나면서 레코드사가 우후죽순처럼 생겨났다. 오아시스, 지구, 유니버설, 럭키, 오리엔탈, 미도파, 신세기, 미미, 아세아, 라미라, 대도, 성음, 프린스, 삼화, 코리어, 비너스, 신성 등 레코드사들이 군웅할거하면서 1950년대의 황금같은 노래를 양산했다.
그 중에서도 장충동에 자리잡고 제대로 녹음시설을 갖춘 신세기 레코드사가 후일까지 우리나라 레코드 산업발전에 커다란 구실을 하였다.
이윽고 1960년에 이르러 LP시대를 맞게 되었다. 그 모체는 장충 스튜디오의 역할이 가장 컷음을 부인할 수 없다. 그리고 유니버설 레코드사가 다동에다 취입실을 차렸는데 이 때 KBS에서 녹음기사로 일하던 최성락이 미국 암펙스사의 휴대용 녹음기로 녹음하기 시작하여 장충동에서 LP시대를 맞게 되고 곧이어 하이파이, 그리고 사운드의 혁명인 스테레오 시대가 도래하면서 획기적인 음향 개량에 힘썼다. 최성락은 그 후 독립해 동부 이촌동에 국내 최대 규모의 서울 스튜디오를 설립하여 지금껏 수많은 가수의 레코드 취입을 하는 등 음반산업 발전에 지대한 공을 세웠다.

## 트롯 시대의 양대 레코드사
1963년 혜성처럼 나타난 이미자의 <동백아가씨>가 가요사상 최초로 10만장이 넘는 판매고를 올리면서 트롯 붐을 이루면서 떠오른 레코드사가 지구와 오아시스이다.
당시 청계천 7가에 있던 오아시스는 최고의 작곡가 시스템을 갖춰 작곡가 한사람에 4-5명의 신인가수를 붙여 양산체제를 갖췄는데 그 대표적인 시스템이 박춘석으로 그는 이미자는 물론 김세레나, 김부자, 남진, 나훈아, 문주란 등을 스타로 배출시켰다. 이 밖에 오아시스는 신인가수를 공모하는 방법을 써서 톡톡히 재미를 보았다.
그런가 하면 스카라극장 건너에 위치한 지구 역시 오아시스의 간판급 가수를 거액을 주고 스카우트하여 히트곡을 재취입시키는 방법을 써 단숨에 굴지의 레코드사로 성장했으며 여기에 남진, 나훈아의 숙명적인 라이벌이 등장하면서 남진은 지구, 나훈아는 오아시스로 양분되는 운명이었고 이 두 가수의 각축전은 곧 지구, 오아시스의 싸움이었으며 이 두 회사는 이렇듯 라이벌 관계를 유지하며 60년대의 트롯 황금시대를 구가하면서 레코드 산업발전에 앞장섰다.
한편 신세기 레코드사는 패티 김을 내세워 이름을 굳힌 반면 성음과 대도는 마침 불어온 팝송의 물결이 젊은이들에게 미치는 영향을 간파하고 가요보다는 팝송음반 제작에 주력했는데 이것이 후일 라이센스를 낳는 계기가 되었다.

## 라이센스 시대
1970년대로 접어들면서 본격 FM방송 시대를 맞게 되면서 방송사들은 음반 구입에 심혈을 기울이게 되는 것과 때를 맞춰 레코드사들의 라이센스 레코드가 발매되었다. 1971년 성음 레코드가 데카, 필립스와 라이센스 계약을 맺었고 곧이어 클래식은 그라마폰, 그리고 세계굴지의
폴리그램과 제휴를 맺었다.
이듬해 1972년에는 지구 레코드가 RCA, 컬럼비아와 계약을 맺었고 1974년에는 오아시스가 EMI, WEA(워너 브라더스, 일렉트라, 애틀랜틱을 합병한 이니셜임), MCA와 차례로 레이블 계약을 맺어 외국 팝스타들의 음반 발매권을 얻었다.
한편 1970년대는 청년문화의 바람이 일면서 때마침 가요계에는 통기타 음악이 붐을 이뤘다.
이와 때를 같이하여 프로덕션이 등장했다. 종래는 레코드사가 가수의 계약, 음반제작, 영업을 다 맡아 하던 것을 프로덕션의 등장으로 개인 제작자들이 기획과 제작을 하고 영업만 레코드사에 위임하는 형식으로 하여 당시 음악의 산실로 오리엔탈, 애플, 킹 등 3대 프로덕션이 각광을 받았다.
오리엔탈은 이장희, 송창식, 김세환, 4월과 5월, 현경과 영애 등 70년대를 대표하는 포크 가수들이 포진해 있어 타의 추종을 불허한 가운데 애플은 어니언스, 투 에이스, 키 보이스, 트리퍼스 등 그룹의 집결지였으며 킹은 신중현으로부터 김추자, 김정미, 박인수, 펄 시스터즈 등의 솔에서부터 서유석, 양희은 등 포크에 이르기까지 포용 범위가 넓었는데, 이들 3대 프로덕션이 70년대 희트곡 중 전체 레코드의 60% 이상을 점유할 만큼 대단한 위력을 발휘하였다.

## CD시대와 직배체제
1983년경 디지털이라는 새로운 기술이 도입되어 콤팩트 디스크에 사용되었다. 65분 연주시간, 음향왜곡의 제거, 높은 스테레오 분리도, 넓은 음량폭, 반복사용을 통한 마모의 방지로 반영구적인 방식 CD의 출현으로 1985년 400만장까지 나갔던 LP의 시대는 막을 내리고 지금은 카세트 테이프과 함께 음반시장의 주류를 이루고 있다.
한편 그동안 라이센스 계약으로 맺어져 있넌 6대 메이저가 직배체제로 전환하기 시작했다. 1988년 워너 뮤직이 WEA에서 이름을 바꾸고 가장 먼저 직배체제로 들어간 것을 신호로 EMI가 계몽사와 합자 형태로 뒤따랐고, 폴리그램 역시 성음과 합자이다.
그리고 일본 소니사에 매각된 컬럼비아사가 직배체재로 가면서 소니 코리아로 상호를 바꿨는데 그동안 일본회사라는 부담감 때문에 국민정서를 배려해 보류했던 것이었다. 그리고 RCA 역시 다국적 기업으로 경영체제가 바뀐 후 직배로 전환했으며 비교적 최근인 1995년 워너 뮤직과 제휴를 맺고 있던 EMI도 계몽사와 결별하고 직배체제로 바꿨으며 MCA도 독자적으로 직배체제에 들어갔다.
이렇듯 외국 음반사들이 직배체제로 전향한 이유는 첫째, 한국 음반시장이 직배가 유리할 정도로 급성장하고 있고 둘째, 그동안 한국의 라이센스사들의 판매실적 보고를 믿기가 어려워 실제 수령액에 대해 생기는 의구심을 해소할 필요성이 커졌으며 셋째, 직배일 경우 라이센스 로열티보다 두 배 이상의 순수익을 챙길 수 있기 때문으로 풀이된다. 그 결과 빅 5(MCA는 95년에 독립했기 때문에 아직 매출 통계를 정확히 파악할 수 없다)의 연간 150억원 이상의 음반판매액이 직배 몫으로 나가고 있으며 이것은 앞으로 더 늘어날 전망이다.
재즈의 유입
8·15광복을 맞아 구미의 각종 음악이 거침없이 이 땅에 흘러 들어온 가운데 전세계를 휩쓸고 있던 미국의 재즈 음악이 홍수처럼 터져나왔다. 종래의 가요곡이 재즈의 선풍과 라틴 아메리카의 영향을 받아 리드미컬하고 엑조틱한 냄새를 풍기는 가요곡으로 변모하기 시작했다.
미군을 통해 새로운 재즈 음악의 스타일이 급속도로 섭취된 것이다. 1945년부터 1950년에 걸쳐서는 특히 부기우기(Boogie Woogie)가 유행했다. 이 때 미군이 주둔한 곳에는 재즈 밴드가 활약했고, 댄스 홀이 생기면서 수많은 경음악단이 생겨났다. 해외에서 돌아온 임정박(林正博)이 한국의 베니 굿맨격으로 활약했고, 플레이어들은 유행했던 스윙 뮤직과 콘티넨털 탱고 뮤직, 그리고 샹송 등을 연주하여 경음악의 보급에 힘썼다. 특히 김광수(金光洙)의 탱고 바이올린의 활약은 이채로웠고, 파퓰러 뮤직에도 노고를 아끼지 않았다.
또 한상기(韓相基)·전봉초(全鳳楚)·김호길(金虎吉)·조지 한(韓)이 하와이언 뮤직의 연주 등으로 경음악계에 활기를 불어넣었다. 특히 미군을 상대로 하는 각 단체 중 뮤지컬 플루어 쇼를 구성하여 우리 고유의 민속을 재즈화해서 연주해 오던 김해송(金海松)의 'KPK 악단'이 인기를 차지했고, 일반무대 공연에도 대중에게 새로운 시대성으로 총애를 받았다.
그러나 이러한 급진적인 사조에 뒤늦게 지방에는 종래의 형태를 벗어나지 못한 일제 때의 위문단의 유물 같은 천태 만상의 신파조 악극단이 횡행하여 전통적인 악극에 먹물을 끼얹는 결과를 가져오기도 했다.
특기할 사실은 환도 직후 재즈 피아니스트인 박춘석(朴椿石)이 '킹스타 악단'을 인솔하고 HLKA에 정기 출연하면서부터 서울 중앙방송국 경음악단이 생기게 되었고, 산발적이던 가요 방송이 활발해졌다. 따라서 레코드나 무대의 벨류나 스피드를 따를 수 없는 라디오 전파의 위력으로 급진적으로 새로운 스타일의 경음악이 전국에 메아리쳐 갔다.
일제 때 '태평 레코드'에서 실력을 과시했던 나화랑(羅花郞)이 군예대(軍藝隊)에서 제대한 후 가요곡을 들고 나섰고, 'OK 악단'에서 기타리스트로 활약을 하던 손석우(孫夕友)가 출연하게 되어 세 사람, 즉 박춘석·나화랑·손석우는 각기 색다른 개성을 가지고 선의의 경쟁을 벌이게 되었다.
1945년 이후의 경음악가
김광수(金光洙, 비올라)·노명석(盧明錫, 아코디언·오르간 주자)·엄토미(嚴吐美, 클라리넷·색소폰 주자)·김영순(金榮淳, 트럼펫)·박춘석(朴椿石, 피아노)·손석우(孫夕友, 기타)·박근식(朴根植, 피아노)·김인배(金仁培)·여대영(呂大榮, 트럼펫)·전오승(全吾承, 베이스)·김동철(金東喆, 드럼스)·송민영(宋旻榮, 트롬본)·최치정(崔致貞：吉屋潤, 색소폰)·이봉조(李鳳祚, 색소폰)·김동석(金東錫, 바이올린)·신상철(바이올린)·김희갑(金熙甲, 기타)·길형원(吉亨遠, 비브라폰)·김강섭(金康燮, 피아노)·황병열(黃炳烈, 아코디언)·황병갑(黃炳甲, 기타, 베이스)·김호길(金虎吉, 아코디언)·엄기돈(嚴基暾, 피아노)·신중현(申重鉉, 기타)·조춘영(趙春影, 색소폰)·김부해(金富海, 색소폰)·이동기(李東基, 색소폰)·홍현걸(洪玄杰, 베이스)·황학송(黃學松, 피아노) 등이다.
1963년에 한국 경음악 평론가 협회가 창립되었는데, 그 멤버는 서강무(徐康戊)·최경식(崔敬植)·이백천(李白天)·최동욱(崔東旭)·전승우(全勝雨)·신동운(申東運)·정홍택(鄭鴻澤)·하중희(河中熙)·황운헌(黃雲軒)·이호로(李胡露) 등이다.